# Kane Brown/Diskografie
Diese Diskografie ist eine Übersicht über die musikalischen Werke des US-amerikanischen Country-Sängers Kane Brown. Den Schallplattenauszeichnungen zufolge hat er bisher mehr als 83,1 Millionen Tonträger verkauft, davon alleine in seiner Heimat mehr als 76 Millionen. Seine erfolgreichste Veröffentlichung ist die Single Heaven mit über 11,8 Millionen verkauften Einheiten.

## Alben

### Studioalben
| Jahr | Titel Musiklabel                 | Höchstplatzierung, Gesamtwochen, AuszeichnungChartplatzierungen (Jahr, Titel, Musiklabel, Platzierungen, Wochen, Auszeichnungen, Anmerkungen) | Höchstplatzierung, Gesamtwochen, AuszeichnungChartplatzierungen (Jahr, Titel, Musiklabel, Platzierungen, Wochen, Auszeichnungen, Anmerkungen) | Höchstplatzierung, Gesamtwochen, AuszeichnungChartplatzierungen (Jahr, Titel, Musiklabel, Platzierungen, Wochen, Auszeichnungen, Anmerkungen) | Höchstplatzierung, Gesamtwochen, AuszeichnungChartplatzierungen (Jahr, Titel, Musiklabel, Platzierungen, Wochen, Auszeichnungen, Anmerkungen) | Höchstplatzierung, Gesamtwochen, AuszeichnungChartplatzierungen (Jahr, Titel, Musiklabel, Platzierungen, Wochen, Auszeichnungen, Anmerkungen) | Anmerkungen                             |
| Jahr | Titel Musiklabel                 | DE | AT | UK | US | Country | Anmerkungen                             |
| ---- | -------------------------------- | --- | --- | --- | --- | --- | --------------------------------------- |
| 2016 | Kane Brown RCA Records (Sony)    | — | — | — | US5 ×3Dreifachplatin · (217 Wo.)US | Country1 (317 Wo.)Country | Erstveröffentlichung: 2. Dezember 2016  |
| 2018 | Experiment RCA Records (Sony)    | — | — | — | US1 Platin · (97 Wo.)US | Country1 (118 Wo.)Country | Erstveröffentlichung: 9. November 2018  |
| 2022 | Different Man RCA Records (Sony) | — | — | — | US5 Platin · (55 Wo.)US | Country2 (80 Wo.)Country | Erstveröffentlichung: 9. September 2022 |
| 2025 | The High Road RCA Records (Sony) | — | — | — | US7 (21 Wo.)US | Country2 (… Wo.)Country | Erstveröffentlichung: 24. Januar 2025   |

### EPs
| Jahr | Titel Musiklabel                  | Höchstplatzierung, Gesamtwochen, AuszeichnungChartplatzierungen (Jahr, Titel, Musiklabel, Platzierungen, Wochen, Auszeichnungen, Anmerkungen) | Höchstplatzierung, Gesamtwochen, AuszeichnungChartplatzierungen (Jahr, Titel, Musiklabel, Platzierungen, Wochen, Auszeichnungen, Anmerkungen) | Höchstplatzierung, Gesamtwochen, AuszeichnungChartplatzierungen (Jahr, Titel, Musiklabel, Platzierungen, Wochen, Auszeichnungen, Anmerkungen) | Höchstplatzierung, Gesamtwochen, AuszeichnungChartplatzierungen (Jahr, Titel, Musiklabel, Platzierungen, Wochen, Auszeichnungen, Anmerkungen) | Höchstplatzierung, Gesamtwochen, AuszeichnungChartplatzierungen (Jahr, Titel, Musiklabel, Platzierungen, Wochen, Auszeichnungen, Anmerkungen) | Anmerkungen                           |
| Jahr | Titel Musiklabel                  | DE | AT | UK | US | Country | Anmerkungen                           |
| ---- | --------------------------------- | --- | --- | --- | --- | --- | ------------------------------------- |
| 2015 | Closer Selbstverlag               | — | — | — | US40 (3 Wo.)US | Country7 (16 Wo.)Country | Erstveröffentlichung: 2. Juni 2015    |
| 2016 | Chapter I RCA Records (Sony)      | — | — | — | US9 (4 Wo.)US | Country3 (32 Wo.)Country | Erstveröffentlichung: 28. März 2016   |
| 2020 | Mixtape Vol. 1 RCA Records (Sony) | — | — | — | US15 (35 Wo.)US | Country2 (51 Wo.)Country | Erstveröffentlichung: 14. August 2020 |

## Singles

### Als Leadmusiker
| Jahr | Titel Album                                       | Höchstplatzierung, Gesamtwochen, AuszeichnungChartplatzierungen (Jahr, Titel, Album, Platzierungen, Wochen, Auszeichnungen, Anmerkungen) | Höchstplatzierung, Gesamtwochen, AuszeichnungChartplatzierungen (Jahr, Titel, Album, Platzierungen, Wochen, Auszeichnungen, Anmerkungen) | Höchstplatzierung, Gesamtwochen, AuszeichnungChartplatzierungen (Jahr, Titel, Album, Platzierungen, Wochen, Auszeichnungen, Anmerkungen) | Höchstplatzierung, Gesamtwochen, AuszeichnungChartplatzierungen (Jahr, Titel, Album, Platzierungen, Wochen, Auszeichnungen, Anmerkungen) | Höchstplatzierung, Gesamtwochen, AuszeichnungChartplatzierungen (Jahr, Titel, Album, Platzierungen, Wochen, Auszeichnungen, Anmerkungen) | Anmerkungen                                                      |
| Jahr | Titel Album                                       | DE | AT | UK | US | Country | Anmerkungen                                                      |
| --- | ------------------------------------------------- | --- | --- | --- | --- | --- | ---------------------------------------------------------------- |
| 2014 | Don’t Go City on Me Closer                        | — | — | — | — | — | Erstveröffentlichung: 22. Oktober 2014                           |
| 2015 | Used to Love You Sober Chapter I                  | — | — | — | US82 ×2Doppelplatin · (1 Wo.)US | Country15 (24 Wo.)Country | Erstveröffentlichung: 21. Oktober 2015                           |
| 2015 | Last Minute Late Night Chapter I                  | — | — | — | — | Country31 (2 Wo.)Country | Erstveröffentlichung: 4. November 2015                           |
| 2015 | I Love That I Hate You –                          | — | — | — | — | Country35 (2 Wo.)Country | Erstveröffentlichung: 30. November 2015                          |
| 2016 | Ain’t No Stopping Us Now Kane Brown               | — | — | — | US88 Gold · (1 Wo.)US | Country19 (1 Wo.)Country | Erstveröffentlichung: 17. Juni 2016                              |
| 2016 | Thunder in the Rain Kane Brown                    | — | — | — | US— PlatinUS | Country30 (8 Wo.)Country | Erstveröffentlichung: 22. August 2016                            |
| 2017 | What Ifs Kane Brown                               | — | — | — | US26 Diamant · (23 Wo.)US | Country1 (61 Wo.)Country | Erstveröffentlichung: 6. Februar 2017 feat. Lauren Alaina        |
| 2017 | Heaven Kane Brown                                 | — | — | — | US15 Diamant + Platin · (27 Wo.)US | Country2 (52 Wo.)Country | Erstveröffentlichung: 13. November 2017                          |
| 2018 | Lose It Experiment                                | — | — | — | US28 ×3Dreifachplatin · (20 Wo.)US | Country1 (33 Wo.)Country | Erstveröffentlichung: 25. Juni 2018                              |
| 2019 | Good As You Experiment                            | — | — | — | US36 ×4Vierfachplatin · (20 Wo.)US | Country3 (36 Wo.)Country | Erstveröffentlichung: 7. Januar 2019                             |
| 2019 | Saturday Nights (Remix) –                         | — | — | — | US57 (12 Wo.)US | — | Erstveröffentlichung: 11. Januar 2019 mit Khalid                 |
| 2019 | Lost in the Middle of Nowhere Experiment Extended | — | — | — | US— GoldUS | Country39 (1 Wo.)Country | Erstveröffentlichung: 29. März 2019 feat. Becky G                |
| 2019 | One Thing Right –                                 | DE71 (8 Wo.)DE | AT54 (7 Wo.)AT | UK76 Silber · (11 Wo.)UK | US36 ×5Fünffachplatin · (23 Wo.)US | Country1 (27 Wo.)Country | Erstveröffentlichung: 21. Juni 2019 mit Marshmello               |
| 2019 | Homesick Experiment                               | — | — | — | US35 ×3Dreifachplatin · (21 Wo.)US | Country3 (53 Wo.)Country | Erstveröffentlichung: 5. August 2019                             |
| 2019 | For My Daughter Experiment Extended               | — | — | — | US90 Gold · (1 Wo.)US | Country19 (9 Wo.)Country | Erstveröffentlichung: 1. November 2019                           |
| 2020 | Last Time I Say Sorry Mixtape Vol. 1              | — | — | — | US89 Gold · (2 Wo.)US | Country18 (8 Wo.)Country | Erstveröffentlichung: 27. März 2020 mit John Legend              |
| 2020 | Cool Again Mixtape Vol. 1                         | — | — | — | US29 Platin · (20 Wo.)US | Country5 (26 Wo.)Country | Erstveröffentlichung: 24. April 2020                             |
| 2020 | On Me Scoob! The Album                            | — | — | — | US— GoldUS | — | Erstveröffentlichung: 6. Mai 2020 mit Thomas Rhett feat. Ava Max |
| 2020 | Worldwide Beautiful Mixtape Vol. 1                | — | — | — | US100 (1 Wo.)US | Country28 (6 Wo.)Country | Erstveröffentlichung: 5. Juni 2020                               |
| 2020 | Be Like That Mixtape Vol. 1                       | — | — | UK— SilberUK | US19 ×4Vierfachplatin · (20 Wo.)US | — | Erstveröffentlichung: 10. Juli 2020 feat. Swae Lee & Khalid      |
| 2021 | Memory –                                          | — | — | — | US50 ×2Doppelplatin · (18 Wo.)US | Country9 (20 Wo.)Country | Erstveröffentlichung: 9. Juli 2021 mit Blackbear                 |
| 2021 | One Mississippi Different Man                     | — | — | — | US36 ×2Doppelplatin · (24 Wo.)US | Country4 (28 Wo.)Country | Erstveröffentlichung: 20. August 2021                            |
| 2021 | Blessed & Free –                                  | — | — | — | US— GoldUS | Country36 (7 Wo.)Country | Erstveröffentlichung: 30. September 2021 mit H.E.R.              |
| 2022 | Whiskey Sour Different Man                        | — | — | — | US— GoldUS | Country28 (9 Wo.)Country | Erstveröffentlichung: 14. Januar 2022                            |
| 2022 | Leave You Alone Different Man                     | — | — | — | US86 Gold · (2 Wo.)US | Country21 (12 Wo.)Country | Erstveröffentlichung: 4. März 2022                               |
| 2022 | Like I Love Country Music Different Man           | — | — | — | US26 Platin · (20 Wo.)US | Country3 (22 Wo.)Country | Erstveröffentlichung: 6. Mai 2022                                |
| 2022 | Thank God Different Man                           | — | — | — | US13 ×4Vierfachplatin · (42 Wo.)US | Country2 (38 Wo.)Country | Erstveröffentlichung: 9. September 2022 mit Katelyn Brown        |
| 2022 | Blue Christmas –                                  | — | — | — | US73 Gold · (4 Wo.)US | Country14 (6 Wo.)Country | Erstveröffentlichung: 10. November 2022                          |
| 2023 | Bury Me in Georgia Different Man                  | — | — | — | US34 Platin · (19 Wo.)US | Country8 (23 Wo.)Country | Erstveröffentlichung: 31. März 2023                              |
| 2023 | I Can Feel It The High Road                       | — | — | — | US50 Gold · (13 Wo.)US | Country13 (26 Wo.)Country | Erstveröffentlichung: 21. September 2023                         |
| 2024 | Miles on It The High Road                         | — | — | UK44 Silber · (20 Wo.)UK | US15 ×2Doppelplatin · (29 Wo.)US | Country4 (32 Wo.)Country | Erstveröffentlichung: 3. Mai 2024 mit Marshmello                 |
| 2024 | Backseat Driver The High Road                     | — | — | — | US60 (16 Wo.)US | Country16 (30 Wo.)Country | Erstveröffentlichung: 11. Oktober 2024                           |
| 2025 | Gorgeous The High Road                            | — | — | — | — | Country37 (… Wo.)Country | Erstveröffentlichung: 17. Januar 2025                            |
| Folgende Lieder erschienen nicht als Single, wurden aber durch das Album zum Download und Streaming bereitgestellt und konnten somit eine Platzierung erlangen: |                                                   | | | | | |                                                                  |
| |                                                   | | | | | |                                                                  |
| 2016 | There Goes My Everything Chapter 1                | — | — | — | US— PlatinUS | Country27 (2 Wo.)Country |                                                                  |
| 2016 | Wide Open Chapter 1                               | — | — | — | — | Country34 (1 Wo.)Country |                                                                  |
| 2016 | Excuses Chapter 1                                 | — | — | — | — | Country36 (1 Wo.)Country |                                                                  |
| 2017 | Found You Kane Brown                              | — | — | — | US80 Platin · (1 Wo.)US | Country13 (20 Wo.)Country |                                                                  |
| 2017 | What’s Mine Is Yours Kane Brown                   | — | — | — | US— PlatinUS | Country34 (19 Wo.)Country |                                                                  |
| 2017 | Setting the Night On Fire Kane Brown              | — | — | — | — | Country45 (1 Wo.)Country | mit Chris Young                                                  |
| 2018 | Short Skirt Weather Experiment                    | — | — | — | US— GoldUS | Country42 (1 Wo.)Country |                                                                  |
| 2018 | Weekend Experiment                                | — | — | — | US— GoldUS | Country37 (3 Wo.)Country |                                                                  |
| 2018 | Baby Come Back to Me Experiment                   | — | — | — | — | Country42 (1 Wo.)Country |                                                                  |
| 2019 | Like a Rodeo Experiment Extended                  | — | — | — | US90 Gold · (1 Wo.)US | Country17 (8 Wo.)Country |                                                                  |
| 2020 | Worship You Mixtape Vol. 1                        | — | — | — | US— PlatinUS | Country24 (28 Wo.)Country |                                                                  |
| 2025 | Haunted The High Road                             | — | — | — | US58 (8 Wo.)US | Country14 (16 Wo.)Country | Charteinstieg: 8. Februar 2025 feat. Jelly Roll                  |

### Als Gastmusiker
| Jahr | Titel Album                                   | Höchstplatzierung, Gesamtwochen, AuszeichnungChartplatzierungen (Jahr, Titel, Album, Platzierungen, Wochen, Auszeichnungen, Anmerkungen) | Höchstplatzierung, Gesamtwochen, AuszeichnungChartplatzierungen (Jahr, Titel, Album, Platzierungen, Wochen, Auszeichnungen, Anmerkungen) | Höchstplatzierung, Gesamtwochen, AuszeichnungChartplatzierungen (Jahr, Titel, Album, Platzierungen, Wochen, Auszeichnungen, Anmerkungen) | Höchstplatzierung, Gesamtwochen, AuszeichnungChartplatzierungen (Jahr, Titel, Album, Platzierungen, Wochen, Auszeichnungen, Anmerkungen) | Höchstplatzierung, Gesamtwochen, AuszeichnungChartplatzierungen (Jahr, Titel, Album, Platzierungen, Wochen, Auszeichnungen, Anmerkungen) | Anmerkungen                                                                 |
| Jahr | Titel Album                                   | DE | AT | UK | US | Country | Anmerkungen                                                                 |
| ---- | --------------------------------------------- | --- | --- | --- | --- | --- | --------------------------------------------------------------------------- |
| 2016 | Can’t Stop Love This is My Life               | — | — | — | — | — | Erstveröffentlichung: 12. Februar 2016 Chandler Stephens feat. Kane Brown   |
| 2017 | Chatt Chatt Chattanoogan Hooligan             | — | — | — | — | — | Erstveröffentlichung: 10. August 2017 Haden Sightz feat. Kane Brown         |
| 2018 | Never Be the Same (Remix) –                   | — | — | — | — | — | Erstveröffentlichung: 27. April 2018 Camila Cabello feat. Kane Brown        |
| 2019 | Believe Reboot                                | — | — | — | — | Country42 (1 Wo.)Country | Erstveröffentlichung: 8. Februar 2019 Brooks & Dunn feat. Kane Brown        |
| 2020 | Famous Friends                                | — | — | — | US21 ×3Dreifachplatin · (22 Wo.)US | Country2 (35 Wo.)Country | Erstveröffentlichung: 20. November 2020 Chris Young feat. Kane Brown        |
| 2023 | Next to You –                                 | — | — | — | — | — | Erstveröffentlichung: 24. Februar 2023 Loud Luxury & Dvbbs feat. Kane Brown |
| 2024 | The One (Pero No Como Yo) Boca Chueca, Vol. 1 | — | — | — | — | Country48 (1 Wo.)Country | Erstveröffentlichung: 1. März 2024 Carin Leon feat. Kane Brown              |

## Statistik

### Chartauswertung
|                     | DE    | AT    | UK    | US    | Country         |
| ------------------- | ----- | ----- | ----- | ----- | --------------- |
| Nummer-eins-Alben   | DE—DE | AT—AT | UK—UK | US1US | Country2Country |
| Top-10-Alben        | DE—DE | AT—AT | UK—UK | US5US | Country7Country |
| Alben in den Charts | DE—DE | AT—AT | UK—UK | US7US | Country7Country |

|                       | DE    | AT    | UK    | US     | Country          |
| --------------------- | ----- | ----- | ----- | ------ | ---------------- |
| Nummer-eins-Singles   | DE—DE | AT—AT | UK—UK | US—US  | Country3Country  |
| Top-10-Singles        | DE—DE | AT—AT | UK—UK | US—US  | Country14Country |
| Singles in den Charts | DE1DE | AT1AT | UK2UK | US28US | Country44Country |

### Auszeichnungen für Musikverkäufe
| Goldene Schallplatte - Australien - 2020: für die Single Be Like That - 2022: für die Single Good As You - 2022: für die Single Homesick - 2022: für die Single Lose It - 2022: für die Single Memory - Belgien - 2025: für die Single Miles on It - Brasilien - 2021: für die Single Be Like That - Kanada - 2019: für die Single Found You - 2019: für die Single Thunder in the Rain - 2022: für die Single For My Daughter - 2022: für die Single Hometown - 2022: für die Single Ain’t No Stopping Us Now - 2022: für das Lied What’s Mine Is Yours - 2023: für die Single Lost in the Middle Of Nowhere - 2023: für das Lied Grand - 2023: für die Single Next to You - Schweden - 2023: für die Single One Thing Right - Spanien - 2024: für die Single Never Be the Same (Remix) - Vereinigte Staaten - 2020: für das Lied Hometown - 2025: für das Lied Better Place - 2025: für das Lied Grand Platin-Schallplatte - Australien - 2024: für die Single Miles on It - Kanada - 2021: für das Album Experiment - 2022: für das Lied Like a Rodeo - 2022: für das Lied Short Skirt Weather - 2024: für das Album Different Man - 2024: für die Single Cool Again - 2024: für die Single Bury Me in Georgia - 2024: für die Single Used to Love You Sober - 2025: für die Single I Can Feel It - Neuseeland - 2024: für die Single Heaven | 2× Platin-Schallplatte - Australien - 2022: für die Single What Ifs - Brasilien - 2023: für die Single One Thing Right - Kanada - 2021: für die Single Homesick - 2021: für die Single Lose It - 2022: für das Album Kane Brown - 2024: für die Single Like I Love Country Music - 2024: für die Single One Mississippi - Neuseeland - 2024: für die Single One Thing Right 3× Platin-Schallplatte - Australien - 2022: für die Single Heaven - Kanada - 2023: für die Single Memory - 2023: für die Single Good As You - 2024: für die Single Thank God - 2024: für die Single Famous Friends - 2024: für die Single Miles on It 6× Platin-Schallplatte - Australien - 2022: für die Single One Thing Right - Kanada - 2023: für die Single What Ifs - 2023: für die Single Be Like That 8× Platin-Schallplatte - Kanada - 2024: für die Single Heaven 9× Platin-Schallplatte - Kanada - 2024: für die Single One Thing Right |

Anmerkung: Auszeichnungen in Ländern aus den Charttabellen bzw. Chartboxen sind in ebendiesen zu finden.
| Land/RegionAuszeichnungen für Musikverkäufe (Land/Region, Auszeichnungen, Verkäufe, Quellen) | Silber     | Gold       | Platin         | Diamant     | Verkäufe   | Quellen              |
| -------------------------------------------------------------------------------------------- | ---------- | ---------- | -------------- | ----------- | ---------- | -------------------- |
| Australien (ARIA)                                                                            | —          | 5× Gold5   | 12× Platin12   | —           | 980.000    | aria.com.au          |
| Belgien (BRMA)                                                                               | —          | Gold1      | —              | —           | 20.000     | ultratop.be          |
| Brasilien (PMB)                                                                              | —          | Gold1      | 2× Platin2     | —           | 100.000    | pro-musicabr.org.br  |
| Kanada (MC)                                                                                  | —          | 9× Gold9   | 62× Platin62   | —           | 5.240.000  | musiccanada.com      |
| Neuseeland (RMNZ)                                                                            | —          | —          | 2× Platin2     | —           | 60.000     | radioscope.co.nz NZ2 |
| Schweden (IFPI)                                                                              | —          | Gold1      | —              | —           | 40.000     | sverigetopplistan.se |
| Spanien (Promusicae)                                                                         | —          | Gold1      | —              | —           | 30.000     | elportaldemusica.es  |
| Vereinigte Staaten (RIAA)                                                                    | —          | 16× Gold16 | 48× Platin48   | 2× Diamant2 | 76.000.000 | riaa.com             |
| Vereinigtes Königreich (BPI)                                                                 | 3× Silber3 | —          | —              | —           | 600.000    | bpi.co.uk            |
| Insgesamt                                                                                    | 3× Silber3 | 34× Gold34 | 126× Platin126 | 2× Diamant2 |            |                      |